# Oryza longistaminata
Espèce
Oryza longistaminata est une espèce de plantes monocotylédones de la famille des Poaceae, sous-famille des Oryzoideae, originaire d'Afrique subsaharienne et de Madagascar.
Ce sont des plantes herbacées vivaces aux rhizomes allongés et au tiges (chaumes) géniculées ascendantes ou décombantes, pouvant atteindre 2,5 de haut.
Cette espèce, proche parente du riz cultivé (Oryza sativa), a été introduite aux États-Unis où elle est considérée comme une mauvaise herbe.
Le gène de résistance, Xa21, provenant d' Oryza longistaminata, a été intégré dans le génome d' Oryza sativa car il confère une large résistance à la maladie bactérienne du riz causée par Xanthomonas oryzae pv. oryzae.

## Description
Oryza longistaminata est une plante herbacée vivace, robuste, dressée ou étalée, aux rhizomes longs et ramifiés. les tiges (ou chaumes), glabres et lisses, qui peuvent compter jusqu'à dix nœuds et atteindre 250 cm de haut, avec un diamètre à la base atteignant jusqu'à 2,5 cm, dressées, mais parfois flottantes, faibles et spongieuses. Des racines adventives naissent sur les nœuds inférieurs.
Les feuilles ont un limbe vert brillant à vert foncé, de 10 à 75 cm de long sur 0,5 à 2,5 cm de large, rugueux sur les bords, ou lisse, glabre avec une nervure médiane indistincte, une gaine glabre, presque aussi longue que l'entrenœud, avec des oreillettes de 15 mm de long à la jonction avec le limbe. La ligule triangulaire de 0,8 à 5,5 cm de long, à la pointe aiguë, est souvent fendue par le milieu. 
L'inflorescence est une panicule terminale de 16 à 40 cm de long, dressée ou légèrement retombante, présente une touffe de poils à la base des ramifications. 
Les épillets de 7 à 15 mm de long, oblongs, sont portés par un pédicelle de 0,5 à 4 mm de long. Ils tombent entier à maturité.
Les glumes sont réduites à un rebord membraneux étroit. Les lemmes stériles, de 2 à 3,8 mm de long, sont glabres et lisses. Les fleurons fertiles présentent une lemme légèrement plus courte que l'épillet avec une arête rose-pourpre de 2,6 à 7,5 cm de long, six étamines, un stigmate noirâtre.
Le fruit est un caryopse (ou grain) oblong, de 7,5 à 8,5 mm de long, glabre, brun clair et brillant.

## Synonymes
Selon Catalogue of Life (18 avril 2017) : 	
- Oryza dewildemanii Vanderyst, pro syn.
- Oryza madagascariensis (A.Chev.) Roshev.
- Oryza perennis subsp. madagascariensis A.Chev.
- Oryza silvestris Stapf ex A.Chev., nom. nud.
- Oryza silvestris f. longiligulata A.Chev., nom. nud.